# Mud (Stadt)
Mud (auch: Mood oder Moud, ausgesprochen: [muːd], persisch مود) ist eine sehr alte Stadt im Osten des Iran, in der Provinz Süd-Chorasan. Mud war nach der Herrschaft der mongolischen Gurkāni-Herrscher bis Anfang der Pahlavi-Ära (1. Hälfte des 20. Jahrhunderts) etwa 400 Jahre lang Provinzhauptstadt.
Mud liegt im gleichnamigen Verwaltungsbezirk. In Süd-Chorasan liegen zudem zwei Mud-Dörfer, nämlich „Chahkand-e Mud“ (südlich von Mud) und „Mud-e Olya“ (östlich von Mud).
Mit der Safran- und Teppichproduktion erlangte die Stadt Weltberühmtheit.

## Geografische Lage
Die Stadt hat sich ihre Bedeutung als Wirtschaftsknotenpunkt für die Achsen nach Teheran und Maschhad sowie international nach Russland, Afghanistan, Pakistan, China und Indien bis heute erhalten können.
Traditionelle Lehmbauten prägen die Stadt und den Bezirk. Festungen, Höhlen und Dörfer ziehen Touristen an. In den Bergen werden Türkis und Uranerz abgebaut. Das Klima ist subtropisch (Gebirgs- und Halbwüsten). Mud liegt etwa 1.300 km südöstlich von Teheran. Die Stadt liegt östlich der Wüsten Lut und Kawir.
Eine Schienenanbindung besteht nicht, jedoch ein internationaler Verkehrsflughafen, der Birjand Airport (IATA-Code XBJ). Unter der Herrschaft Reza Schah Pahlavis, wurde Mud durch die Bundesstraße 95 (persisch Schahrah) mit der südlichen Provinzhauptstadt Zahedan und der nördlichen Provinzhauptstadt Maschhad verbunden. Die Stadt liegt an der Bundesstraße 30 km südöstlich von Birdschand.

## Bevölkerung
Der Bezirk Mud hat 12.240 Einwohner (Stand: 2007). Mud selbst hat etwa 3000 Einwohner (Hochrechnung 2013). Dörfer des Bezirks Mud sind Asfesar, Beschgas, Bijaam, Chahkand-e Mud, Haji Abad, Schawakand, Fonud, Nokand, Asghul, Chanschat, Rasgh, Sabdar, Kalateh Soleiman, Gas, Mochtaran sowie Mian Rud. Bis heute ist die Region sehr dünn besiedelt und unberührt.
Die größte Bevölkerungsgruppe bilden die Perser und die offizielle Sprache ist Persisch. Es gibt auch eine geringe Minderheit von persischsprachigen Arabern, Kurden und eine unbekannte Zahl afghanischer Flüchtlinge persischer Abstammung.
Mehrheitlich sind die Menschen schiitische Muslime. Daneben gibt es Minderheiten von Ismailiten, Bahais und Zoroastrier. Vor der islamischen Eroberung glaubte die persische Bevölkerung an die Lehren des Propheten Zarathustra.

## Name
Es gibt die Ansicht, dass der Name „Mud“ auf die Meder zurückzuführen ist, nach anderer Auffassung auf „Mudeh“ (Stadt des Weins). Da der Name der Stadt Sarbischeh, „Oberhalb des Hains“ bedeutet, ist die Bedeutung „Waldstadt“ für Mud am zutreffendsten, denn es gibt Belege, dass im Gebiet zwischen der Stadt Sarbischeh und Mud Wald lag, der umgeben war von Hainen.

## Geschichte
In der Umgebung Muds lebten wohl die ersten Bauernkulturen der Welt. Früher lebte der Osten des Iran von Landwirtschaft und Viehhaltung, Industrie war dort kaum vertreten. Teppiche wurden hier nur für den Eigenbedarf geknüpft.
Mud und sein Umland gehörten bereits während des Achämenidenreichs zu Persien. Bereits damals war Mud als eine achämenidische Satrapie von kleinen und sehr weit voneinander entfernten Dörfern durchzogen und reichte bis zum heutigen Khusf.
In der parthischen Ära war der hier ansässige Sagartier-Stamm ein enger Verbündeter der Parther. Archäologische Grabungen haben antike Keramiken aus der Ära der Parthischen Dynastie (248 v. Chr. – 224 n. Chr.) zutage gefördert. Die Ausgrabungen wurden in einem antiken Hügel in der Nähe der Stadt Birdschand durchgeführt. Zahlreiche historische Artefakte aus der prähistorischen Epochen bis zur Safawiden-Dynastie wurden auf dem Gelände gefunden. Das Umland von Mud verfügt über zahlreiche historische und archäologische Stätten der Jungsteinzeit und Post-Sassaniden-Ära (651–850).
Südwestlich des Bezirks Mud grenzt Arabkhane an. Dort hatten sich zur Zeit der Eroberung Persiens (632–656) die ersten Nomaden dauerhaft niedergelassen.
Der letzte Stammesführer von Mud und letzter Fürst von Birdschand war Schah Seyyed Ali Kasemi, ein Verwandter des Kaisers Schah Reza Pahlavi und des Premiers Amir Asadollah Alam. Ali Kasemi verließ als erster die isolierte Stadt Mud, um auf Drängen des Kaisers eine höhere Verwaltungsausbildung in Teheran zu absolvieren. Sein ältester Sohn durfte ein Auslandsstudium in Deutschland antreten. Als Reza Schah in der damaligen Provinzhauptstadt Mashhad um 1930 herausragende Teppiche für seinen Palast suchte und den Mud-Teppich entdeckte, wurde Mud zu einem bedeutenden Teppich-Produktionsort.
Die Mud-Teppiche erreichten ihre Wertung unter anderem durch das Dekret des persischen Safawiden-Kaisers Schah Abbas I., der nicht nur den erneuten Bau der Festungen in dieser Region, sondern auch die Erhaltung der ursprünglichen persischen Designstile und Knotentechniken anordnete. Amir Ebrahim Alam (auch Shokat ol-molk II genannt), der Vater von Asadollah Alam und Innenminister des Schahs, gründete die größte private Unternehmen des Irans, die East Company of Birjand, entwickelte neue Muster und ließ seine Teppiche aus hochwertigeren Materialien fertigen. Der bekannte Teppichknüpfer Amini entwickelte ca. 1950 in der Teppichprovenienz Mud das Muster von Alam weiter, übernahm die Company und kreierte das Medaillon-Muster mit seinen kontrastreichen Farben.
Unter Amir Alam Khan wurde die Regierung der Provinz Ghahestan nach Birdschand übertragen, jedoch blieb Mud in den Anfängen der Pahlavi-Dynastie weiterhin die Sommerresidenz. Vor Mud war Noferest (im Norden an Mud angrenzend) in der Zeit der mongolischen Gurkāni-Herrschern die Residenz.
Unter der Herrschaft Reza Schahs wurde die erste Stadtverwaltung mit zwölf Beamten in der Stadt Birdschand gegründet. Mit der Reform der Stadtverwaltung von Birdschand endete die mittelalterliche Ära, bei der sich die traditionellen Stammesführer für wichtige Entscheidungen im Stadtrat zusammensetzten. Danach befand sich einzig Ali Kasemi bis zu seinem Tod weiterhin im Stadtrat.
Im Konflikt zwischen Russland und dem britischen Empire hatte die Stadt einen neutralen Status. 1894 errichtete Britannien seine Botschaft im dörflichen Umland, gefolgt von Russland. Englische Truppen rückten durch Mud und Birdschand nach Chorasan vor, nachdem ein Protektoratsabkommen vom 9. August 1919 vom persischen Parlament nicht ratifiziert worden war und revolutionäre Wirren in Russland auf das Gebiet südlich des Kaukasus übergriffen. Nachdem das Angebot Adolf Hitlers an den sowjetischen Außenminister Wjatscheslaw Molotow im November 1940, unter anderem Persien zur Einnahme zu überlassen, abgelehnt wurde, fielen im August 1941 russische und englische Truppen unter Bruch des Völkerrechts in Iran ein. Ohne organisierte Abwehr fiel auch Mud den Briten zu, die vom Irak und vom Golf aus operierten.
Mit dem Tod Alams kurz vor der islamischen Revolution Ruhollah Chomeinis geriet die Entwicklung der Region mit dem rechtmäßigen Erbe Marcel eine Zeitlang weitgehend ins Stocken. Enormer Wassermangel behinderte die Stadtentwicklung Muds, was heute durch bereits realisierte regionale Staudammprojekte gelöst werden soll.
Als einst weltweit berühmtester Ortsteil der süd-choranischen Hauptstadt Birdschand erlangte Mud im Zuge der Teilung Chorasans am 29. September 2004 seine Eigenständigkeit und ist nun Birdschands Verwaltungsregion Sarbischeh mit einer Höhe von etwa 1900 Metern zugeordnet.

## Teppich
Als Mud-Teppiche werden ursprünglich gehaltene Teppiche bezeichnet, die in der Region Birdschand und den umliegenden Ortschaften Dorokhsh, Mud, Assiaban, Pirkhast, Darb Abbas, Derakht Tut, Seyyedan und Sirkouh geknüpft werden und in den Handel kommen. Meist bestehen sie aus feiner, etwas weicher Wolle und haben enge, subtile und zierliche Dessins, die teilweise durch die Verwendung von Naturseide besonders hervorgehoben werden. Geknüpft werden Mud-Teppiche mit dem Senneh- oder Dschuftiknoten und sind auf der Rückseite an den weiß durchschimmernden Kettfäden zu erkennen. Der in kräftigem blau und rot auf beigefarbenem Grund geknüpfte Mud-Teppich wird in drei Variationen unterschieden. Als Teppich mit floralem Mittelornament; ein rundes Sternmedaillon mit Ansätzen oben und unten und meist mit krummlinigem Muster durchgestaltetes Innenfeld mit Palmetten und stilisierten Blütenmotiven als Hauptbordüre. Das Innenfeld wird durch Eckzwickel in den gleichen hellen Farbschattierungen wie das Medaillon abgerundet. Ohne Medaillon und Eckzwickel zeigt der vereinfachte Mud-Teppich das krummlinige Muster über das gesamte Innenfeld und ist somit pflegeleicht in Bezug auf Flecken. Außer im Bazar werden Mud-Teppiche auch von Manufakturen wie zum Beispiel Etfa oder Amini angeboten, die sehr sorgfältig und besonders schön gestaltete Teppiche knüpfen lassen. Hergestellt werden diese Teppiche aus Wolle oder Baumwolle.

## Klima
Mud hat ein trockenes und insgesamt moderates Klima.
Klimadaten (2002):
- Durchschnittliche Niederschlagsmenge im Jahr ist 169 mm bzw. 169 l/m²; im März wird das Maximum erreicht.
- Die durchschnittliche Jahrestemperatur beträgt 17,0 °C, im Juli wird das Maximum erreicht.
  - Im Monat Juli wird mit 28,8 °C der Scheitel der Parabel erreicht.
  - Die Tiefsttemperatur wird mit 4,0 °C im Januar erreicht.

## Flora und Fauna
Verbreitet sind Aprikosen, Maulbeeren, Walnüsse und Mandeln.
In Mud wird zudem Annab angebaut, sowohl frisch als auch in getrockneter Form im mittleren Osten sehr beliebt. Seit frühester Zeit ist Mud bekannt für persischen Wein und getrocknete Berberitzen-Früchte (Beeren), die in der persischen Küche zusammen mit dem auch hier angebauten Safran zur Verfeinerung von Speisen Verwendung finden.

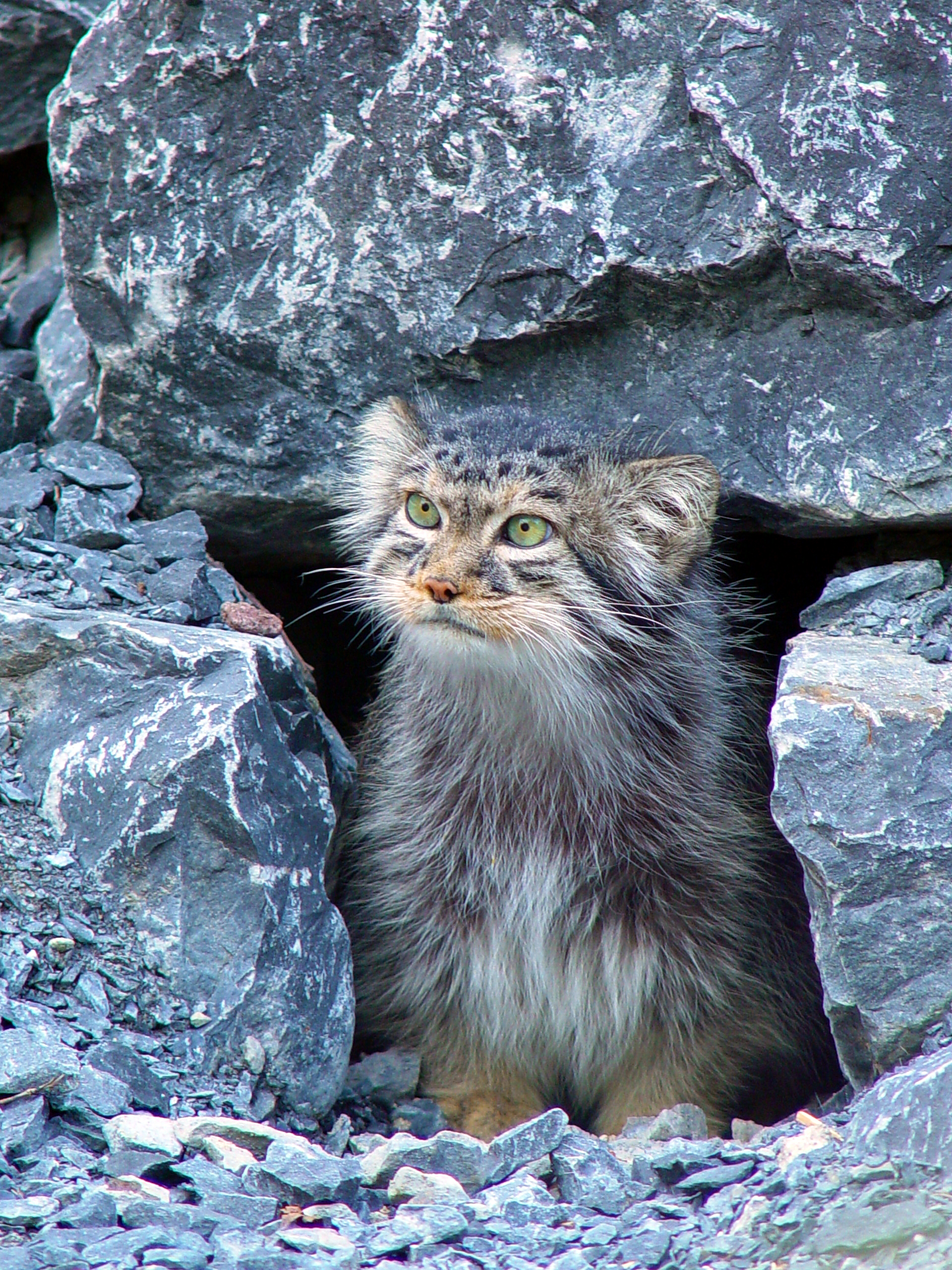
Wildkatze

Einige in dieser Region anzutreffenden Tierarten:
- Alexandersittich
- Anopheles-Mücke
- Gänsegeier
- Kleiner Mungo
- Onager-Wildesel, Onager-Wildesel gibt es nur im Iran
- Persische Kropfgazelle
- Persischer Gepard, vom Aussterben bedroht
- Skorpione
- Steinadler
- Wiedehopf[13][14]

## Sehenswürdigkeiten

### In Mud
- Eine alte Burganlage in der Stadt (Alter unbekannt)
- Der Garten Mud, 10 Hektar aus der Zand-Ära; über 250 Jahre alt[15]
- Hamam-e Omumi (öffentliches Bad; über 370 Jahre alt)
- Maidane Farsch
- Maidane Vorudie Shahre Mud
- Majmuehje Emarat
- Masjed-e Jāme, aus der Safawiden-Ära
- bis zu 400 Jahre alte orientalische Häuser
- Qanat-e Mud, Aquädukt
- Wasateh-Schahr Burg (über 500 Jahre alt)

### Im Umkreis
- Bibi Seinab Khatun-Grab
- Eine alte Burganlage 4 km im Südwesten der Stadt (Alter unbekannt)
- Deragon-Höhle
- Imamzadeh Seyyed Hamed Alvi-Schrein
- Kaahi-Schrein
- Kuh-e Ghala, Berg mit einer Burg aus der Zeit von Hasan-i Sabbāh (etwa 900 Jahre alt)
- Kuh-e Rock
- Lakh-Mazar-Inschrift von Kooch
- Mojtameh Rafahi Imam Reza
- Observatorium Dr. Mojtahedi
- Strömungs-Mauer aus Lava
- Zoroastrische Bestattungsanlagen

## Militärische/paramilitärische Einrichtungen
- 2 Stützpunkte der Revolutionsgarde Basidsch (Freiwilligenmiliz)